# Impuesto General sobre la Renta de las Personas Físicas
El Impuesto General sobre la Renta de las Personas Físicas fue un impuesto existente en España entre 1964 y 1978. Este tributo gravaba la renta, en teoría, de forma global. 
El sistema de imposición de la renta de las personas físicas, en España, a partir de su instauración en 1964, se estructuraba en torno a este impuesto de carácter global junto a otros cinco de naturaleza real o de producto que se calificaban como a cuenta:
- La Contribución Territorial Rústica y Pecuaria que recaía sobre la renta derivada de la simple titularidad de los bienes inmuebles de naturaleza rústica, renta derivada de explotaciones agrícolas, forestales y ganaderas
- La Contribución Territorial Urbana, que gravaba las rentas derivadas de la titularidad de los bienes de esta naturaleza.
- Impuesto sobre Rendimientos del Trabajo Personal (IRTP), que gravaba las rentas derivadas del trabajo por cuenta ajena así como las rentas de los profesionales, artistas y deportistas.
- El Impuesto sobre las Rentas de Capital, que gravaba dividendos, intereses y todas las demás rentas procedentes de bienes, que no tuvieran encaje en otros de los impuestos reales.
- El Impuesto sobre Actividades y Beneficios Comerciales e Industriales, conocido como Impuesto Industrial.

Las rentas eran primeramente gravadas, según su naturaleza, por el impuesto a cuenta correspondiente. Posteriormente, esas mismas rentas eran sometidas en el impuesto general que acumulaba todas las bases imponibles de los impuestos a cuenta y del cual se descontaban las cantidades pagadas en el impuesto a cuenta. La tributación  de estos tenía carácter de mínimo y en ningún caso podía ser objeto de devolución en el impuesto general, cuando la cuota general resultara negativa, lo que ocurría en la mayoría de las ocasiones. 

## Regulación
El impuesto fue establecido por la Ley 41/1964, de 11 de junio, de Reforma del Sistema Tributario. El Decreto 3358/1967, de 23 de diciembre, aprobó el texto refundido de este impuesto y fue derogado por la Ley 44/1978 de 8 de septiembre que estableció el Impuesto sobre la renta de las personas físicas que con distintas modificaciones sigue en activo actualmente.